# Ферентіно
Ферентіно (італ. Ferentino) — муніципалітет в Італії, у регіоні Лаціо,  провінція Фрозіноне.
Ферентіно розташоване на відстані близько 70 км на схід від Рима, 10 км на північний захід від Фрозіноне.
Населення — 21 272 особи (2014).

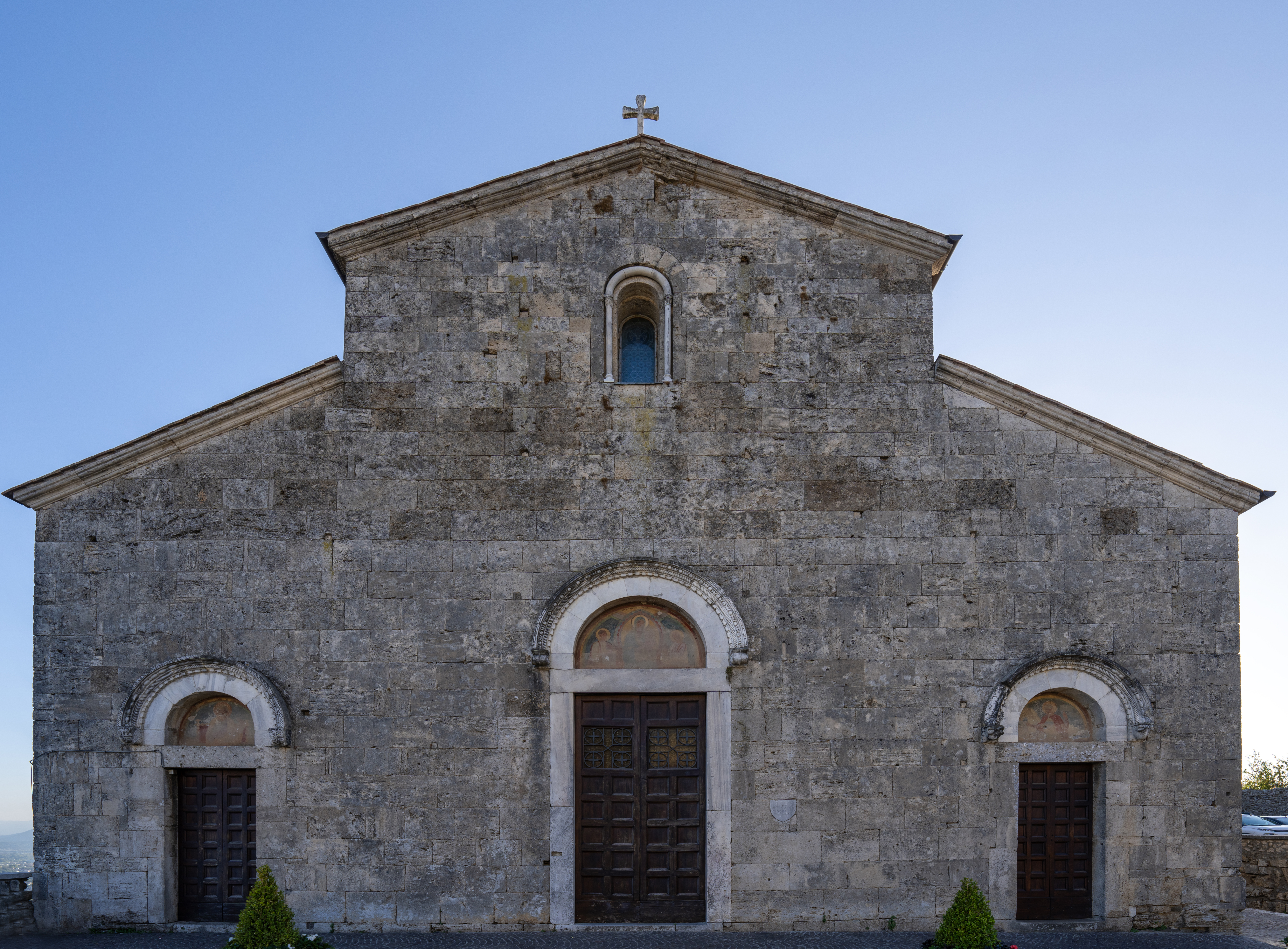

Щорічний фестиваль відбувається 1 травня. Покровитель — S. Ambrogio.

## Демографія
Населення за роками:

Станом на 1 січня 2023 року в муніципалітеті офіційно проживало 1311 іноземців з 58 країн, серед них 534 громадяни країн Євросоюзу та 37 громадян України.

## Уродженці
- Анджело Паломбо (*1981) — італійський футболіст.

## Сусідні муніципалітети
- Акуто
- Алатрі
- Ананьї
- Ф'юджі
- Фрозіноне
- Фумоне
- Мороло
- Згургола
- Супіно
- Тривільяно